# Весёлая (Новосибирская область)
Весёлая — деревня в Северном районе Новосибирской области. Деревня Весёлая подчинена Биазинской сельской администрации.

## География
Площадь деревни — 81 гектаров. Деревня расположена в 5 километрах к западу от села Биаза, в 31 километре к северо-западу от Северного, на берегу реки Тары.

## История
Основана в 1826 г. В 1926 году состояла из 86 хозяйств, основное население — русские. В составе Биазинского сельсовета Биазинского района Барабинского округа Сибирского края.

## Население
| 1926 | 2002 | 2007 | 2010 |
| ---- | ---- | ---- | ---- |
| 464  | ↘126 | ↗127 | ↘107 |

Население деревни — 185 жителей (1996 год). Среди всех поселений Северного района Весёлая занимает 16 место по численности населения.

## Инфраструктура
В деревне по данным на 2007 год функционируют 1 учреждение здравоохранения и 1 учреждение образования.
Из достопримечательностей в деревне есть деревянный дом В. В. Рыльской, построенный в начале XX века.